# تیم ملی والیبال مردان مقدونیه
تیم ملی والیبال مردان مقدونیه یک تیم والیبال متشکل از مردان والیبالیست جمهوری مقدونیه است که به نمایندگی از این کشور در میادین بین‌المللی حاضر می‌شود.